# Futbol Club Barcelona 2000-2001

## Rosa
| N. |                        | Ruolo | Calciatore       |
| -- | ---------------------- | ----- | ---------------- |
| 1  | Francia (bandiera)     | P     | Richard Dutruel  |
| 2  | Paesi Bassi (bandiera) | D     | Michael Reiziger |
| 3  | Paesi Bassi (bandiera) | D     | Frank de Boer    |
| 4  | Spagna (bandiera)      | C     | Josep Guardiola  |
| 5  | Spagna (bandiera)      | D     | Abelardo         |
| 6  | Spagna (bandiera)      | C     | Iván de la Peña  |
| 7  | Spagna (bandiera)      | A     | Alfonso Pérez    |
| 8  | Paesi Bassi (bandiera) | C     | Philip Cocu      |
| 9  | Paesi Bassi (bandiera) | A     | Patrick Kluivert |
| 10 | Brasile (bandiera)     | A     | Rivaldo          |
| 11 | Paesi Bassi (bandiera) | A     | Marc Overmars    |
| 12 | Spagna (bandiera)      | D     | Sergi Barjuan    |
| 14 | Spagna (bandiera)      | C     | Gerard           |

| N. |                        | Ruolo | Calciatore        |
| -- | ---------------------- | ----- | ----------------- |
| 15 | Finlandia (bandiera)   | C     | Jari Litmanen     |
| 16 | Spagna (bandiera)      | C     | Xavi              |
| 17 | Francia (bandiera)     | C     | Emmanuel Petit    |
| 18 | Spagna (bandiera)      | C     | Gabri             |
| 19 | Spagna (bandiera)      | A     | Dani              |
| 20 | Portogallo (bandiera)  | A     | Simão Sabrosa     |
| 21 | Spagna (bandiera)      | C     | Luis Enrique      |
| 23 | Paesi Bassi (bandiera) | A     | Boudewijn Zenden  |
| 24 | Spagna (bandiera)      | D     | Carles Puyol      |
| 25 | Spagna (bandiera)      | P     | Francesc Arnau    |
| 28 | Spagna (bandiera)      | A     | Sergio Santamaría |
| 29 | Spagna (bandiera)      | A     | Nano              |
| 35 | Spagna (bandiera)      | P     | José Manuel Reina |

### Staff tecnico
- Allenatore:  Llorenç Serra Ferrer, poi dalla 32ª giornata  Carles Rexach